# Le Baron (Jean-Luc Masbou)
Pour les articles homonymes, voir Le Baron.
Le Baron est un album de bande dessinée scénarisé et dessiné par Jean-Luc Masbou. Il s'agit d'une adaptation des aventures du Baron de Münchhausen.

## Synopsis
Karl Friedrich Hieronymus, baron de Münchhausen, arrivé à la fin de sa vie, s'ennuie dans un quotidien peu exaltant. Un colporteur itinérant passe dans la région et propose le récit inédit des exploits du Baron, signé de Rudolf Erich Raspe. Ce récit ranime la verve du vieillard,.
Le récit s'éloigne des adaptations habituelles des Aventures du baron de Münchhausen, en montrant plutôt le personnage historique que le fantasque héros de conte. Malgré tout, le récit pratique une forme de mise en abyme en confrontant un baron certes hâbleur et inventif à un récit beaucoup plus délirant que ses mensonges les plus osés.

## Caractéristique
Jean-Luc Masbou choisit pour chaque récit du Baron un style graphique différent : gravures russes pour certaines, spectacle de marionnettes pour d’autres, ou encore un effet « toile de Jouy » pour les récits de chasse. Les pages finales sont ornées de croquis préparatoires.
Quelques références graphiques à la série De cape et de crocs que Jean-Luc Masbou a dessinée et colorisée sont perçues par des lecteurs.